# View of a Queen
|  | Denne artikel er oprettet af botten PalnaBot ud fra en ekstern database. Den kan derfor have sproglige fejl eller mangler. Denne skabelon kan fjernes efter kontrol af indholdet. |

View of a Queen er en eksperimentalfilm instrueret af Knud Vesterskov efter manuskript af Knud Vesterskov.

## Handling
Han starter sin træning i et klassisk dansestudie, men ender som 'dronning' på en rå læder-bar, hvor hun udlever sine inderste fantasier. En hurtig video til Mek Peks heftige musik.